# حمد السعيد
حمد بن عبد الكريم المزعل السعيد (1964-)، شاعر وناقد كويتي، ينتمي إلى أسرة السعيد وجهاء منطقة الجهراء شمال الكويت والذي يرجع نسبهم إلى آل مشرف من المعاضيد من الوهبة من بني تميم ، عمل مسئول إداري في وزارة التربية.

## في الشعر
يعتبر من الشعراء البارزون في الساحة الخليجية والعربية ، وقد بدأ النشر في منتصف الثمانينيات ، وعرفه الناس بأسلوبه الشيق وابتسامته المعتاده وتواضعه وحسن خلقه ، وقد شارك في العديد من الأمسيات داخل الكويت وخارجهاوأصدر ثلاثة دواوين صوتية.

## عضوياته
- عضو جمعية الصحفيين الكويتية.[4]
- عضو لجنة الصقاره الكويتية.
- عضو لجنة التحكيم في برنامج شاعر المليون.
- رئيس تحرير مجلة وضوح الكويتية.
- مستشار بالهيئة العامة للثقافة والتراث (أبوظبي الإمارات).
- رئيس لجنة مسابقة معرض الصيد والفروسية لشاعر الصيد والمقناص.
- رئيس لجنة مهرجان وضوح الرأي الشعري في الكويت.
- مشرف الملف الشعر في مجلة (الصقار).
- مشرف الامسيات في في معرض الصيد والفروسية في أبوظبي.
- عضو في نادي صقاري الإمارات.

## اغاني من كلماته
- مات الجمر.
- حب التغيير.
- شيهانة حمود.
- براق جبلي.
- الصناديق.
- يابو مبارك.
- الروف.
- يا رشود .
- يا معذربين.
- الشيح.
- ماهو بكيفك.
- الجيب.
- مجنون زعلاتك.
- يالسمي ياللي.
- هاك كل القصيد.
- يالطلح ما مرك.
- يا العود.
- البنيان.
- بعض العلاقات.
- احب الغرور.
- للزين قالو.
- يالبازعي.
- سبع الصنايع.
- لا الدموع دموعها.